# Sargocentron bullisi
Sargocentron bullisi är en fiskart som först beskrevs av Woods, 1955.  Sargocentron bullisi ingår i släktet Sargocentron och familjen Holocentridae. Inga underarter finns listade i Catalogue of Life.